# Estanyet de l'Obaga (d'Estany Negre)
L'Estanyet de l'Obaga és un petit llac que es troba en el terme municipal de la Vall de Boí, a la comarca de l'Alta Ribagorça, i dins del Parc Nacional d'Aigüestortes i Estany de Sant Maurici.
El llac, d'origen glacial, està situat a 2.349 metres d'altitud, en l'entrada de la Vall de Colieto, en l'Obaga d'Estany Negre. Recull les aigües del vessant oriental dels Pics de Comalespada i drena cap a l'Estany Negre.

## Rutes[2]
La ruta surt del Refugi Joan Ventosa i Calvell. Baixa a l'Estany Negre, on cal anar a buscar el seu extrem oriental per travessar el riu que prové del Bassot de Colieto. Finalment cal remuntar el barranc que, direcció sud-est, baixa des de l'estanyet.